# 蒙策奈姆
蒙策奈姆（法語：Muntzenheim，发音：[munt͡sənaim]；德语：Munzenheim）是法国上莱茵省的一个市镇，属于科尔马-里博维莱区（Colmar-Ribeauvillé）第二科尔马县（Colmar-2）。该市镇总面积6.48平方公里，2009年时的人口为1097人。

## 人口
蒙策奈姆人口变化图示